# Binalud
Binalud (perz.: بینالود) je planina u Iranu, najviša planina iranske pokrajine Razavi Horasan. Planina Binalud se nalazi 26 km sjeverno od grada Nišapura i zapadno od grada Mašhada. Planina Binalud visoka je 3211 metara. 

## Vanjske poveznice
- (perz.) Binalud. 2008. Planinarski vodič. Binalud.com. Razavi Horasan, Iran. Inačica izvorne stranice arhivirana 19. ožujka 2011. Pristupljeno 16. veljače 2011.